# István Báncsa
István Báncsa (zm. 9 lipca 1270 w Rzymie) – pierwszy w historii węgierski kardynał.

## Życiorys
W latach 1238–1239 był kanclerzem króla Węgier Beli IV. W 1241 został wybrany na biskupa diecezji Vác, a 7 lipca 1243 promowano go na stolicę arcybiskupią w Esztergom.
Najazdy tatarskie na Europę Wschodnią i dążenia papieża Innocentego IV do zawarcia antyislamskiego sojuszu z Mongołami spowodowały wzrost zainteresowania Węgrami w Kurii Rzymskiej, która dotychczas traktowała je jako kraj peryferyjny. 19 lipca 1251 Báncsa został legatem papieskim w Chorwacji i Dalmacji, a na przełomie 1251/52 kardynałem biskupem Palestriny. Od 1253 pracował w kurii papieskiej, mimo to dopiero w 1254 wyznaczono jego następcę w archidiecezji Esztergom, którą do tego czasu zarządzał jako administrator apostolski. Protektor zakonu franciszkanów 1261-63. Zmarł w trakcie papieskiej elekcji 1268-71.